# Kolonie Dahomey

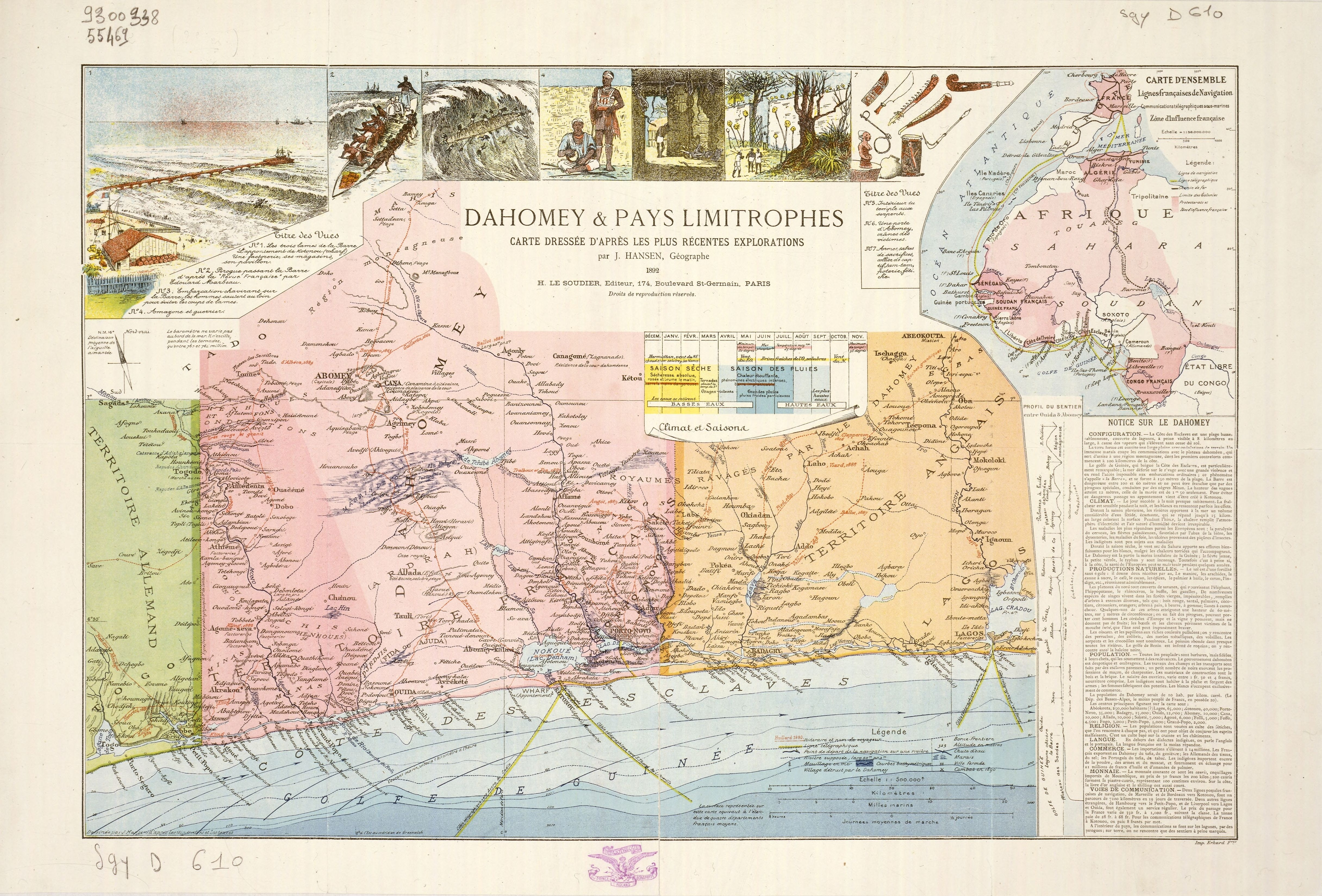
Französische Kolonialkarte der Küstenregion 1892

Die Kolonie Dahomey oder deutsch Dahome (französisch Colonie du Dahomey) war eine französische Kolonie in Westafrika.

## Geschichte

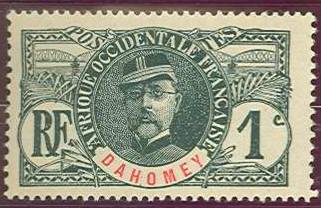
Briefmarke der Kolonialzeit mit Aufdruck „Dahomey“

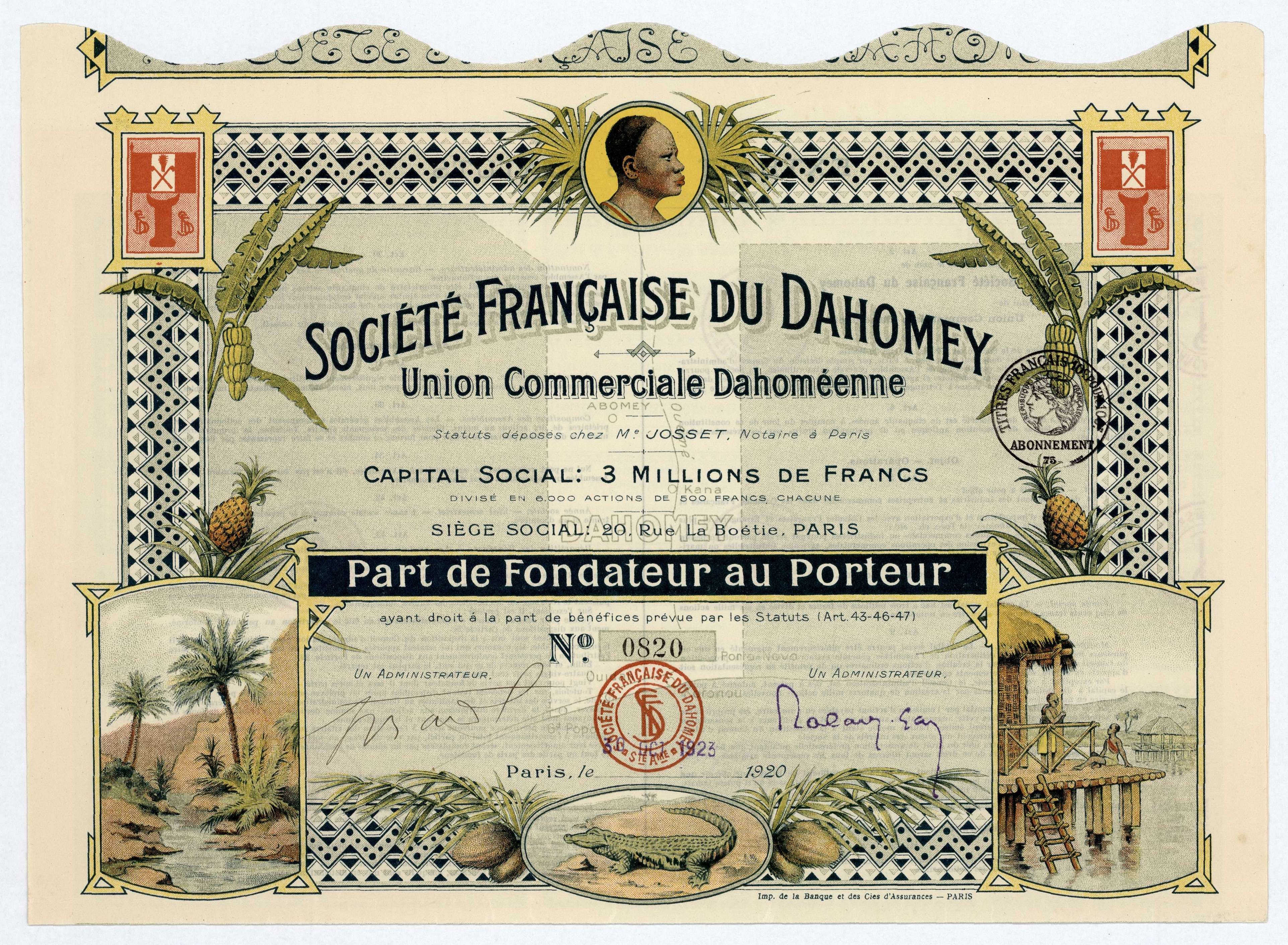
Anteilsschein vom 30. Oktober 1923 an der Handelsgesellschaft Société Française du Dahomey

Die Republik Frankreich führte von Februar bis April 1890 den Ersten Dahomeykrieg und von März 1892 bis Januar 1894 den Zweiten Dahomeykrieg gegen das bis dahin unabhängige Königreich Dahomey. Nach dessen Niederlage wurde die Kolonie Dahomey eingerichtet, wobei das Königreich selbst noch bis zum Jahr 1900 bestand. Vier Jahre später erfolgte dann die Eingliederung Dahomeys in Französisch-Westafrika. Im Jahr 1956, kurz vor der Unabhängigkeit, hatte die Kolonie etwa 1,6 Millionen Einwohner. Sie hatte damals vor Mauretanien die zweitkleinste Bevölkerung der Kolonien Französisch-Westafrikas, aber die höchste Bevölkerungsdichte. Die Kolonialzeit endete grundsätzlich am 11. Dezember 1958 mit der Etablierung der Republik Dahomey (französisch République du Dahomé), dem direkten Vorläuferstaat Benins, als eine autonome Republik. Am 1. August 1960 erhielt das Land die volle Unabhängigkeit von Frankreich.
Um den Bedarf an Kommunikation zwischen Frankreich und seiner damaligen Kolonie zu decken, wurde Ende des 19. Jahrhunderts auf Betreiben Victor Ballots, Gouverneur von 1894 bis 1900, der Dienst Postes, Télégraphes et Téléphones (PTT) eingerichtet. Der Dienst wurde auch nach dem Ende der Kolonialzeit beibehalten und 2004 in den Postbereich La Poste du Bénin sowie den Telekommunikationsbereich Bénin Télécoms aufgespalten.